# Bouillonville
Bouillonville é uma comuna francesa na região administrativa de Grande Leste, no departamento de Meurthe-et-Moselle. Estende-se por uma área de 5,32 km². Em 2010 a comuna tinha 155 habitantes (densidade: 29,1 hab./km²).